# Ebisenbei
L‘ebisenbei (海老煎餅) est un wagashi, pâtisserie traditionnelle japonaise. C'est un senbei (galette de riz gluant) aux crevettes.